# 銀座山形屋
株式会社銀座山形屋（ぎんざやまがたや、英: GINZA YAMAGATAYA CO.,LTD.）は、東京都中央区に本社がある、衣料品店系の持株会社である。

## 概要
1907年（明治40年）創業の老舗洋品店で、当初は（現在の）東京都中央区湊2丁目にあった。当時の名称は、『山形屋洋服店』であった。
屋号に『銀座』が付いているが、銀座に店を構えるようになったのは、1952年の事である。
名称由来は、創業者の山形政次郎からとられている。
鹿児島県に本社があり、鹿児島・宮崎の両県で店舗展開する百貨店の山形屋とは無関係。また、読みも異なる（こちらは”やまがたや”なのに対し、鹿児島のは”やまかたや”である）。

## グループ経営理念
MISSION（使命）
グループ企業は、お客様から見た商品やサービスの価値を最大化する努力をすることにより、お客様に対し、いきいきとした生活、楽しい生活、 充実した生活を提案し続けます。 また、それぞれが目指す分野における「オンリーワン」の気概をもって、お客様にその存在意義の認められる質の高い一流企業を目指します。
FOUR VALUES（4つの価値）
- 顧客価値：Satisfaction（満足）
- 株主価値：Expectation （期待）
- 社員価値：Welfare （福利）
- 企業価値：Benefit （利益）

## 沿革
- 1907年（明治40年）：創業者山形政次郎が『山形屋洋服店』を創業。
- 1946年（昭和21年）11月14日：資本金10万円で『株式会社山形屋』を設立[1]。
- 1952年（昭和27年）：銀座店を開設。
- 1953年（昭和28年）：日本橋店を開設。
- 1958年（昭和33年）：銀座１丁目店を開設。
- 1962年（昭和37年）：『東京オーダーソーイング株式会社』設立。
- 1966年（昭和41年）：北海道芦別市に東京オーダーソーイング北海道工場を開設。
- 1967年（昭和42年）：『大阪オーダーソーイング株式会社』設立。
- 1968年（昭和43年）：三重県上野市に大阪オーダーソーイング大阪工場開設。
- 1970年（昭和45年）：東京オーダーソーイングが大阪オーダーソーイングを合併し、『日本ソーイング株式会社』（初代）に商号変更。
- 1971年（昭和46年）：『株式会社ギンザヤマガタ』設立。
- 1971年（昭和46年）：『ジェスロ株式会社』設立（現：日本ソーイング株式会社）。
- 1978年（昭和53年）：日本ソーイング福岡工場開設。
- 1980年（昭和55年）
  - 3月
    - 株式会社ギンザヤマガタを吸収合併し、商号を『株式会社銀座山形屋』に変更[1]。
    - 『ノックスウッド』を開設。
    - 銀座山形屋札幌営業所・大阪営業所を開設。
- 1982年（昭和57年）：日本ソーイング長崎工場開設。
- 1982年（昭和57年）：銀座山形屋福岡営業所 ・仙台営業所開設。
- 1983年（昭和58年）：日本ソーイング株式会社（初代）を吸収合併[1]。
- 1985年（昭和60年）：銀座山形屋広島営業所開設。
- 1987年（昭和62年）：株式を店頭公開[1]。
- 1989年（平成元年）：銀座山形屋名古屋営業所開設。
- 1992年（平成4年）：『株式会社ワイズ』設立（後の日本ソーイング北海道株式会社、2004年清算）。
- 1993年（平成5年）：『株式会社ベネックス』設立（後の株式会社プロデュース、2003年清算）。
- 1993年（平成5年）：銀座山形屋長野営業所開設。
- 1998年（平成10年）：『株式会社アルファベッツ』設立（後の株式会社エルメックスハウス、2008年清算）。
- 2001年（平成13年）：新たなグループ運営体制として銀座山形屋の事業を分社、持株会社としてスタート。
- 2001年（平成13年）：『株式会社銀座山形屋リテイリング』設立（2003年清算）。
- 2001年（平成13年）：『株式会社ウィングロード』設立。
- 2001年（平成13年）：『株式会社ジー・ワイ・トレーディング』（現：株式会社銀座山形屋トレーディング）設立。
- 2001年（平成13年）：『株式会社ヴァイソム』設立。
- 2001年（平成13年）：『株式会社ディーエイチエス』設立。
- 2001年（平成13年）：『株式会社シンパシー』設立（2003年清算）。
- 2004年（平成16年）：店頭登録を取消し、ジャスダックに株式を上場。
- 2008年（平成20年）：株式会社ディーエイチエスと株式会社ヴァイソムを吸収合併。
- 2017年（平成29年）：株式会社野海から紳士コート製造事業を譲受。同時に『ファクトリー玉野株式会社』を設立[広報 5]。
- 2018年（平成30年）：本社を東京都練馬区から東京都中央区へ移転。
- 2025年（令和7年）：2月26日に東京証券取引所スタンダード市場上場廃止。2月28日に株式併合を実施し、株主が株式会社カネヨシ、山形政弘、株式会社Olympicグループのみとなる[広報 1]。